# Byron Davis
Byron Davis (* 8. Oktober 1973 in Australien) ist ein ehemaliger australischer Squashspieler.

## Karriere
Byron Davis konnte im Dezember 1998 als höchste Karriereplatzierung Rang 14 in der Weltrangliste erreichen. Zu seinen größten Erfolgen zählen der Weltmeistertitel im Doppel 2004 an der Seite von Cameron White, sowie die Silbermedaille 1998 bei den Commonwealth Games an der Seite von Rodney Eyles. Er beendete seine Karriere im Jahr 2000.
Byron Davis ist seit 2003 hauptamtlicher Nationaltrainer bzw. Manager der australischen Nationalmannschaft am Australian Institute of Sport. Unter ihm als Trainer gewann Australien die Mannschafts-Weltmeisterschaft 2003. Bei den Commonwealth Games 2006 errangen Australiens Squasher unter Davis’ Leitung insgesamt acht Medaillen, sowie fünf weitere 2010.

## Erfolge
- Weltmeister im Doppel: 2004 (mit Cameron White)
- Gewonnene PSA-Titel: 5
- Commonwealth Games: 1 × Silber (Doppel 1998)